# Kirche Groß Himstedt

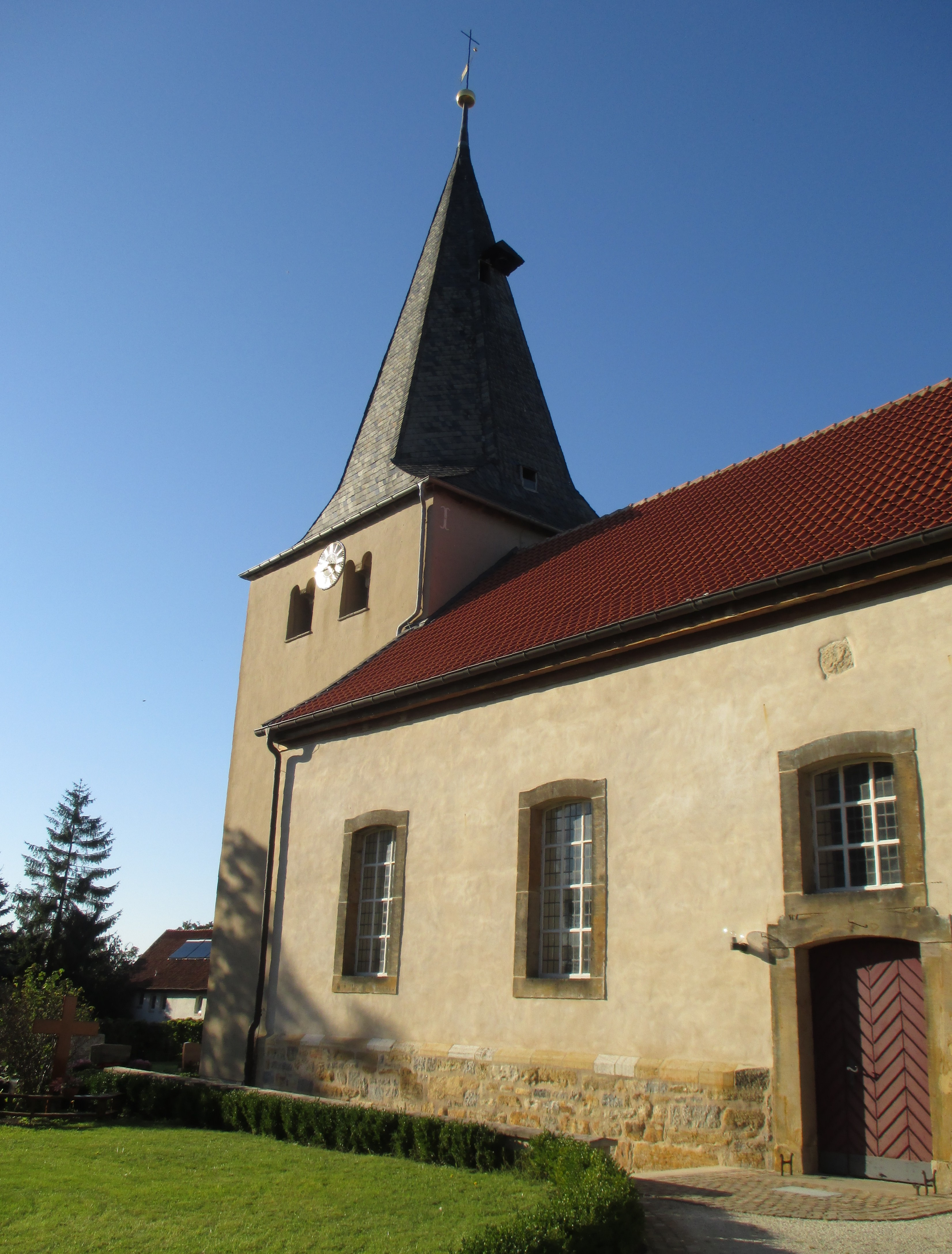
Kirche Groß Himstedt

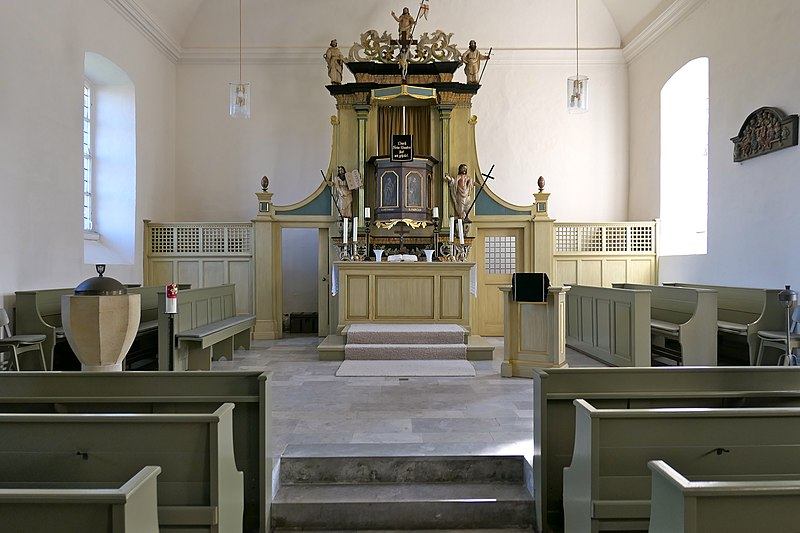
Innenraum

Die evangelisch-lutherische denkmalgeschützte Kirche Groß Himstedt steht in Groß Himstedt, einem Ortsteil der Gemeinde Söhlde im Landkreis Hildesheim in Niedersachsen. Die Kirchengemeinde gehört zur Kirchenregion Söhlde im  Kirchenkreis Hildesheimer Land-Alfeld im Sprengel Hildesheim-Göttingen der Evangelisch-lutherischen Landeskirche Hannovers.

## Beschreibung
Die heute verputzte aus Bruchsteinen errichtete im Kern gotische Saalkirche wurde 1794 verändert. Das Kirchenschiff wurde verbreitert, sodass es an der Nordseite mit dem romanischen Kirchturm im Westen fluchtet. Das Kirchenschiff ist mit einem Satteldach bedeckt, das im Osten abgewalmt ist. Der Turm hat in seinem obersten Geschoss rundbogige Biforien als Klangarkaden, hinter denen sich der Glockenstuhl befindet, in dem 3 Kirchenglocken hängen, die von der Glocken- und Kunstgießerei Rincker gegossen wurden, eine 1938, die beiden anderen 1963. Der schiefergedeckte Helm hat einen quadratischen Ansatz und eine achteckig ausgezogene Spitze mit einer Schlagglocke nach Osten. Der mit einer stuckverzierten Voutendecke überspannte Innenraum hat eine u-förmige Empore. Das Vestibül des Turms ist mit einer doppelten Arkade zum Kirchenschiff geöffnet. Der barocke Kanzelaltar, den 1666 Jobst Heinrich Lessen geschnitzt hatte, wurde 1798 umgebaut. Von der ursprünglichen Figurenausstattung sind nur noch Moses und Johannes der Täufer erhalten, die den Korb der Kanzel flankieren, sowie Petrus, Paulus und Christus. Die ursprüngliche Predella steht jetzt an der Südwand des Chors. An der Ostwand befindet sich ein Sakramentshaus aus dem 14. Jahrhundert. Die Orgel mit 15 Registern, verteilt auf ein Manual und ein Pedal, hatte Friedrich Ernst Lindrum um 1826 gebaut. Sie wurde mehrfach zunächst von Heinrich Schaper, später dann von August Schaper repariert. 1937 wurde sie durch eine Orgel mit 15 Registern, verteilt auf 2 Manuale und ein Pedal, ersetzt, die Emil Hammer ausgeführt hat.